# Моранн-сюр-Сарт
Моранн-сюр-Сарт (фр. Morannes-sur-Sarthe) — колишній муніципалітет у Франції, у регіоні Пеї-де-ла-Луар, департамент Мен і Луара. Моранн-сюр-Сарт утворено 1 січня 2016 року шляхом злиття муніципалітетів Шеміре-сюр-Сарт i Моранн. Адміністративним центром муніципалітету є Моранн.

## Історія
1 січня 2017 року Моранн-сюр-Сарт і Домре було об'єднано в новий муніципалітет Моранн-сюр-Сарт-Домре.